# María Teresa Mirabal
Antonia María Teresa Mirabal Reyes, més coneguda com a María Teresa Mirabal, (Salcedo, República Dominicana, 15 d'octubre de 1935 - La Cumbre, entre Santiago i Puerto Plata, República Dominicana, 25 de novembre de 1960) fou una agrimensora i activista política dominicana. Fou una de les germanes assassinades durant la dictadura de Rafael Leónidas Trujillo.

## Orígens
Nasqué a Salcedo el 15 d'octubre de 1935, sent filla de Mercedes Reyes Camilo (Chea) i Enrique Mirabal Fernández, comerciant i terratinent. Assistí al Col·legi Inmaculada Concepción de la Vega, a la província de La Vega, després que les seves germanes s'haguessin graduat. L'any 1954 es graduà en Matemàtiques al Liceu de San Francisco de Macorís i després seguí amb els seus estudis en aquest matèria a la Universitat Autònoma de Santo Domingo. El 14 de febrer de 1958 es casà amb l'enginyer Leandro Guzmán i el 17 de febrer de 1959 nasqué la seva filla Jacqueline. María Teresa admirà a la seva germana Minerva i, com ella, s'afegí a les activitats polítiques que duia a terme contra la dictadura de Trujillo.

## Tirania
El 20 de gener de 1960 fou detinguda en una base militar de Salcedo, però l'alliberaren aquell mateix dia. L'endemà passat, el 22 de gener, Minerva i ella foren detingudes i portades a La Cuarenta, la infame presó de tortura, i després transferides a la de La Victoria. Assoliren la llibertat penitenciària el 7 de febrer de 1960 però, el 18 de març, foren arrestades de nou i portades a la Cuarenta. La seva condemna de cinc anys fou rebaixada a tres anys en apel·lació. Les dues germanes sortiren lliures al carrer el 18 d'agost de 1960.
La seva indignació per la tirania trujillista arribà a l'extrem que no dubtà a ser una de les dones que el gener de 1959 confabulà a la residència de Guido D'Alessandro (nebot polític de la seva germana Minerva) per a crear les bases del que més tard seria el Moviment Revolucionari 14 de Juny, amb el qual s'enderrocaria la dictadura de Trujillo el 30 de maig de 1961.
Clara en els seus plantejaments, assegurà que en la lluita «s'arrisca la vida sense pensar en possibles beneficis personals, ja que el principal motiu pel qual lluitem és l'anul·lació completa dels privilegis […] potser el que tenim més a prop és la mort, però aquesta idea no m'acoquina: seguirem lluitant per allò just».

## Assassinat
El 25 de novembre de 1960 fou assassinada, al costat de les seves germanes Patria i Minerva, així com de Rufino de la Cruz Disla, el conductor del jeep en el qual viatjaven, prop del pont Marapica, a la carretera Santiago-Puerto Plata. Foren emboscades per agents del Servei d'Intel·ligència Militar (SIM) després de visitar els seus marits, tots dirigents del Moviment Revolucionari 14 de Juny, a la fortalesa de Puerto Plata, on es trobaren presos per sedició. Posteriorment foren conduïdes fins a una casa campestre de la comunitat de La Cumbre, on moriren assassinades a cops de pals i altres objectes contundents fins a causar-les la mort. Les seves restes es troben al Museu de les Germanes Mirabal, situat a la seva localitat natal.